# Артемук Олександр Іванович
Олекса́ндр Іва́нович Артему́к (нар. 11 вересня 1977, Ковель, Волинська область, Українська РСР, СРСР — пом. 22 травня 2014, поблизу смт Ольгинка, Волноваський район, Донецька область, Україна) — український військовик, сержант Збройних сил України, командир відділення 3-го батальйону 51-ї окремої механізованої бригади.

## Життєпис
Народився Олександр Артемук 11 вересня 1977 року в Ковелі. По закінченні Ковельської ЗОШ № 2 продовжив навчання у Ковельському ПТУ № 5. Строкову військову службу проходив у Севастополі, закінчив її у званні сержанта. Деякий час працював водієм, пізніше став приватним підприємцем. Під час Революції Гідності неодноразово відвозив матеріальну та грошову допомогу майданівцям, а після оголошення в Україні часткової мобілізації сам прийшов до військкомату, щоб дізнатися умови мобілізації, і незабаром отримав повістку. Рідні та друзі Олександра відмовляли його від призову до війська, тим більше, що в сім'ї у нього було троє неповнолітніх дітей, але він відповів: «Якщо я не піду, ви ж самі мене поважати не будете».
Старший сержант, командир відділення 3-го механізованого батальйону 51-ї окремої механізованої бригади, м. Володимир-Волинський.
Разом із підрозділом у травні 2014 року ніс службу на блокпосту № 10 поблизу смт Ольгинка Волноваського району. Уранці між 4 та 6 годинами 22 травня 2014 року блокпост атакували проросійські сепаратисти так званої ДНР, які під'їхали до позицій української армії на інкасаторських машинах, та почали несподіваний масований обстріл із вогнепальної зброї, у тому числі з кулеметів, РПГ, мінометів, ПЗРК. Внаслідок обстрілу здетонував боєкомплект однієї з бойових машин, що призвело до збільшення людських втрат. У цьому бою Олександр Артемук загинув разом із 15 своїми бойовими побратимами, серед яких були комбат майор Леонід Полінкевич та командир взводу лейтенант Володимир Овчарук. 14 жовтня в госпіталі від поранень помер 17-й боєць, Михайло Рибак.
Удома у загиблого воїна залишились батьки Іван Йосипович і Надія Романівна, дружина Валентина та троє дітей — сини Максим 2004 р.н. та Іван 2005 р.н., і дочка Даринка, якій на момент загибелі батька виповнилось лише 4 місяці.
Похований Олександр Артемук на кладовищі у рідному місті Ковелі.

## Вшанування пам'яті
22 травня 2015 року, в річницю бою під Волновахою, у Ковелі урочисто відкрито пам'ятну стелу на честь жителів міста та району, які загинули під час російсько-української війни — Станіслава Максимчука, Андрія Омелянюка, Павла Редьковича, Романа Данилевича, Андрія Мостики, Олексія Тарасюка, Олександра Ярмолюка, Олександра Абрамчука, Анатолія Шиліка, Сергія Дем'яника, Андрія Задорожнього та першого загиблого із Ковельщини — Олександра Артемука.
Родина Олександра Артемука, ковельські волонтери та Ковельська міська рада неодноразово звертались до Міністерства оборони України та Генерального штабу Збройних Сил України щодо нагородження загиблого воїна орденом «За мужність» III ступеня. Але Олександр Артемук, як і інші бійці, що загинули у бою під Волновахою, був нагороджений лише медаллю «Захиснику Вітчизни». Депутати Ковельської міськради ініціювали повторне звернення до військового командування щодо нагородження Олександра Артемука орденом «За мужність» III ступеня.
Ковельська міська рада також ухвалила рішення присвоїти новозбудованій вулиці в районі вулиці Зерова ім'я Олександра Артемука.